# Neuvelle-lès-Voisey
Neuvelle-lès-Voisey – miejscowość i gmina we Francji, w regionie Grand Est, w departamencie Górna Marna.
Według danych na rok 1990 gminę zamieszkiwało 115 osób, a gęstość zaludnienia wynosiła 20 osób/km².